# Шпоркова жаба капська
Шпоркова жаба капська (Xenopus gilli) — вид жаб родини піпових (Pipidae).

## Поширення
Цей вид є ендеміком Південної Африки. Він трапляються на висоті 10-140 м над рівнем моря у провінції Західний Кейп (Південно-Африканська Республіка). Ареал складається з чотирьох дрібних популяцій.